# Barré

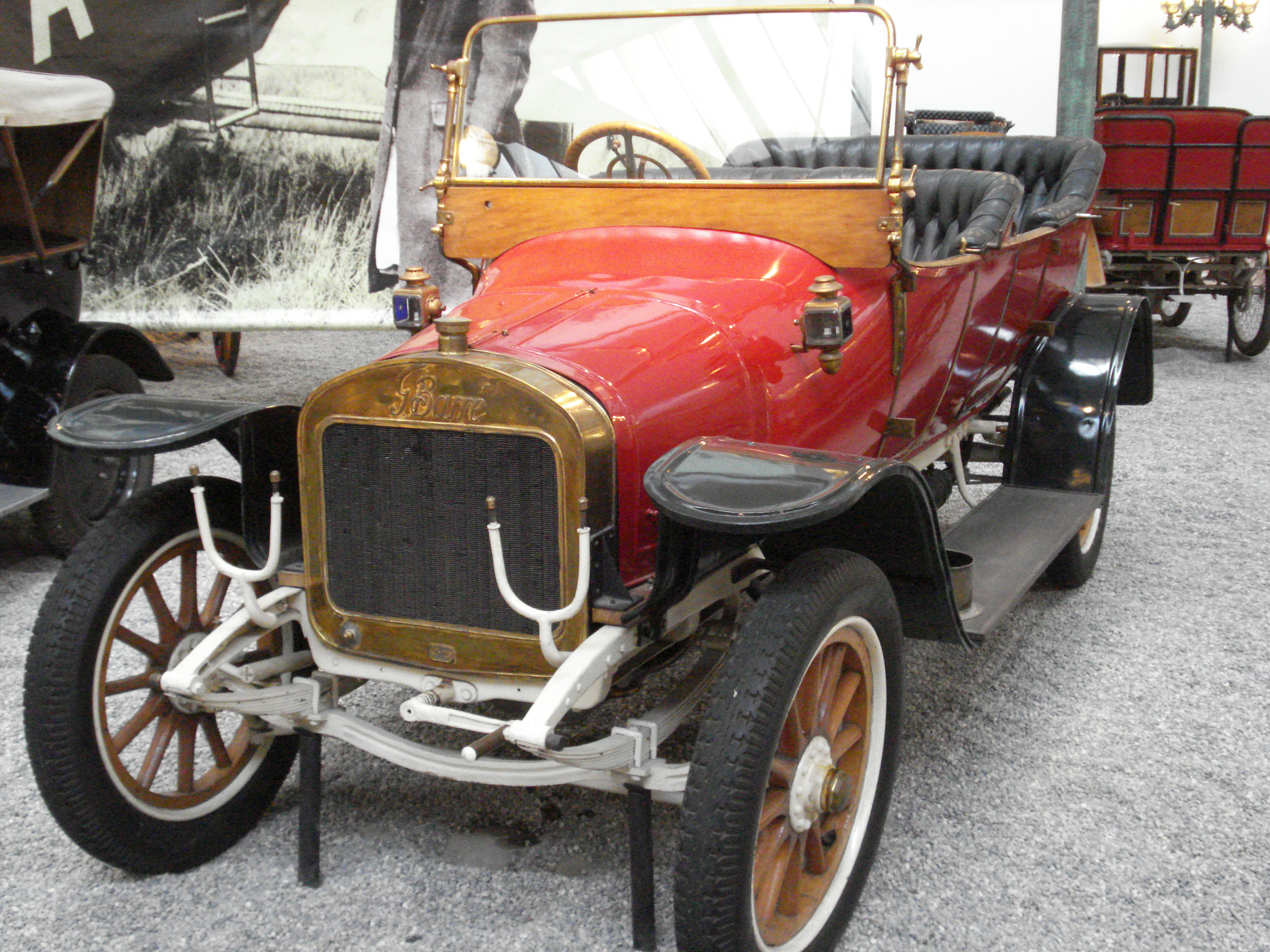
Barré uit 1912

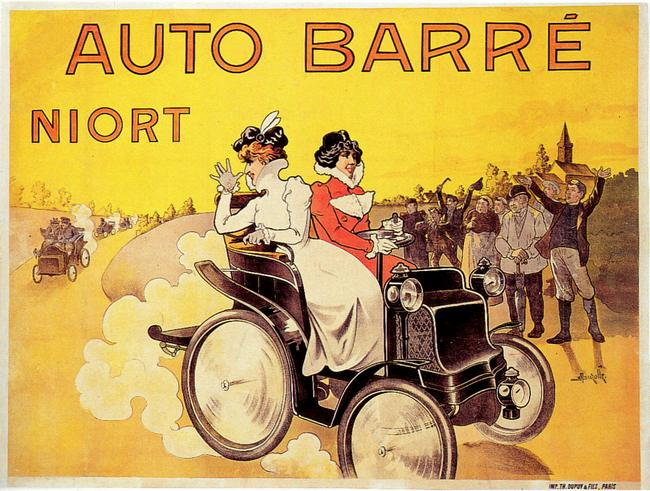
Affiche uit 1903

Barré is een voormalige Franse producent van motorrijtuigen.
Het produceerde tussen 1898 en 1922 in Niort tricycles. Later maakte men er auto's, die waren geïnspireerd op de modellen van De Dion-Bouton. De oprichter was Gaston Barré.